# Maria Cristina da Saxónia (1735–1782)
Maria Cristina Ana Teresa Salomé Eulália Francisca Xaviera da Saxónia (Palácio Wilanów, 12 de fevereiro de 1735 -  Castelo de Brumath, 19 de Novembro de 1782) foi uma princesa da Saxónia e, mais tarde, abadessa de Remiremont.

## Família
O seu pai, o rei Augusto III da Polônia, era príncipe-eleitor da Saxónia (como Frederico Augusto I), rei da Polónia e grão-duque da Lituânia (como Augustus II). A sua mãe era a arquiduquesa Maria Josefa da Áustria, prima direita da imperatriz Maria Teresa da Áustria.
Era a décima dos quinze filhos do casal. As suas irmãs incluíam a rainha Maria Amália de Espanha, esposa do rei Carlos III de Espanha, a princesa Maria Josefa, casada com o delfim de França e mãe do rei Luís XVI, a princesa Maria Ana, princesa-eleitora da Baviera e a princesa Maria Cunegundes, abadessa de Thorn e Essen.
Os seus irmãos incluíam dois príncipes-eleitores da Saxónia: Frederico Cristiano, Carlos da Saxónia, duque da Curlândia e também o príncipe Alberto da Saxónia, duque de Teschen, genro da imperatriz Maria Teresa da Áustria.

## Biografia
Maria Cristina nasceu no Palácio Wilanów, na Polónia. Vinha de uma família unida e os seus pais esforçaram-se por dar uma boa educação aos filhos. A jovem princesa recebeu formação em latim, francês, polaco, filosofia, geografia, religião, desenho, música e dança.
A sua irmã mais velha, Maria Josefa, casou-se com Luís, delfim de França em 1747. Em 1764, Maria Cristina foi enviada para França para se tornar coadjutora na Abadia de Remiremont em Remiremont, no norte de França. Conseguiu esta posição graças à intervenção directa do rei Luís XV
Quando chegou, a abadia era controlada pela princesa Ana Carlota de Lorena, irmã do sacro-imperador e tia da futura rainha Maria Antonieta de França. Em França, era conhecida por Marie Christine de Saxe. Em 1773, quando Ana Carlota morreu, Maria Cristina foi nomeada abadessa, uma posição que manteve o resto da vida.
Remiremont tinha lugares e direito de voto no Reichstag, incluindo todos os direitos e obrigações de uma princesa imperial, tais como casos simples de justiça, legislação de imposto, cunhagem de moeda e serviço militar, e tinha imunidade perante o poder temporal.
Maria Cristina visitava Paris com frequência e gostava de teatro e da vida social da cidade. Gastava bastante dinheiro que recebia através do rendimento pago por Stanisław Leszczyński, duque de Lorena até à sua morte em 1766, e depois de Luís XV. A sua correspondência com o irmão, o príncipe Francisco Xavier, regente da Saxónia, foi preservada em Trojes. Tornou-se também dama da Ordem da Cruz Estrelada.
Maria Cristina comprou o Château de Brumath na cidade de Brumath, na região da Alsácia em França, em 1775. Escolheu o edifício pela sua localização no campo e pelo ambiente natural. Viveu um estilo de vida extravagante no seu château que ultrapassava muito as suas possibilidades. Quando morreu no château, a 19 de Novembro de 1782, o seu sobrinho Luís XVI foi forçado a pagar as suas dividas que chegavam aos 136,876 livres.
Foi enterrada na abadia na sua église des Dames, a 15 de Dezembro de 1782. Foi louvada pela sua inteligência, as suas conversas e por ser uma mulher cultivada para a sua época. O château de Brumath foi abandonado e pilhado durante a Revolução Francesa.

## Genealogia
| Maria Cristina da Saxónia | Pai: Augusto III da Polónia  | Avô paterno: Augusto II da Polónia                        | Bisavô paterno: João Jorge III da Saxónia                    |
| Maria Cristina da Saxónia | Pai: Augusto III da Polónia  | Avô paterno: Augusto II da Polónia                        | Bisavó paterna: Madalena Sibila de Brandemburgo-Bayreuth     |
| Maria Cristina da Saxónia | Pai: Augusto III da Polónia  | Avó paterna: Cristiana Everadina de Brandemburgo-Bayreuth | Bisavô paterno: Cristiano Ernesto de Brandemburgo-Bayreuth   |
| Maria Cristina da Saxónia | Pai: Augusto III da Polónia  | Avó paterna: Cristiana Everadina de Brandemburgo-Bayreuth | Bisavó paterna: Sofia Luísa de Württemberg-Winnental         |
| Maria Cristina da Saxónia | Mãe: Maria Josefa da Áustria | Avô materno: José I, Sacro Imperador Romano-Germânico     | Bisavô materno: Leopoldo I, Sacro Imperador Romano-Germânico |
| Maria Cristina da Saxónia | Mãe: Maria Josefa da Áustria | Avô materno: José I, Sacro Imperador Romano-Germânico     | Bisavó materna: Leonor Madalena de Neuburgo                  |
| Maria Cristina da Saxónia | Mãe: Maria Josefa da Áustria | Avó materna: Guilhermina Amália de Brunsvique-Luneburgo   | Bisavô materno: João Frederico de Brunsvique-Luneburgo       |
| Maria Cristina da Saxónia | Mãe: Maria Josefa da Áustria | Avó materna: Guilhermina Amália de Brunsvique-Luneburgo   | Bisavó materna: Benedita Henriqueta do Palatinado-Simmern    |